# 科尔温斯
科尔温斯，是西班牙加泰罗尼亚莱里达省的一个市镇。 总面积21平方公里，总人口1105人（2001年），人口密度53人/平方公里。